# Bisdom Anuradhapura
Het bisdom Anuradhapura (Latijn: Dioecesis Anuradhapurensis) is een rooms-katholiek bisdom in het noorden van Sri Lanka met als zetel Anuradhapura. Het is een suffragaan bisdom van het aartsbisdom Colombo. Het bisdom volgt de Latijnse ritus.
In 1975 werd de apostolische prefectuur Anuradhapura opgericht en in 1982 werd Anuradhapura verheven tot een bisdom.
In 2018 telde het bisdom 13 parochies. Het bisdom heeft een oppervlakte van 10.472 km2 en telde in 2015 1.177.000 inwoners waarvan 1,3% rooms-katholiek was. Dit is minder dan het landelijk gemiddelde van 6%.

## Bisschoppen
- Henry Swithin Thomas Alexander Wijetunge Goonewardena, O.M.I. (1975-1995)
- Oswald Gomis (1995-2002)
- Norbert Marshall Andradi, O.M.I. (2003-)

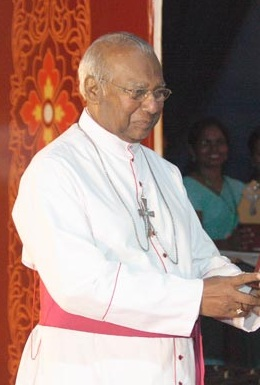
Oswald Gomis